# 毡毛稠李
毡毛稠李为蔷薇科李属的植物，是中国的特有植物。分布于中国大陆的四川、陕西、湖北等地，生长于海拔1,300米至1,600米的地区，多生长在山谷、灌丛中或水沟旁，目前尚未由人工引种栽培。